# Franz Seidel

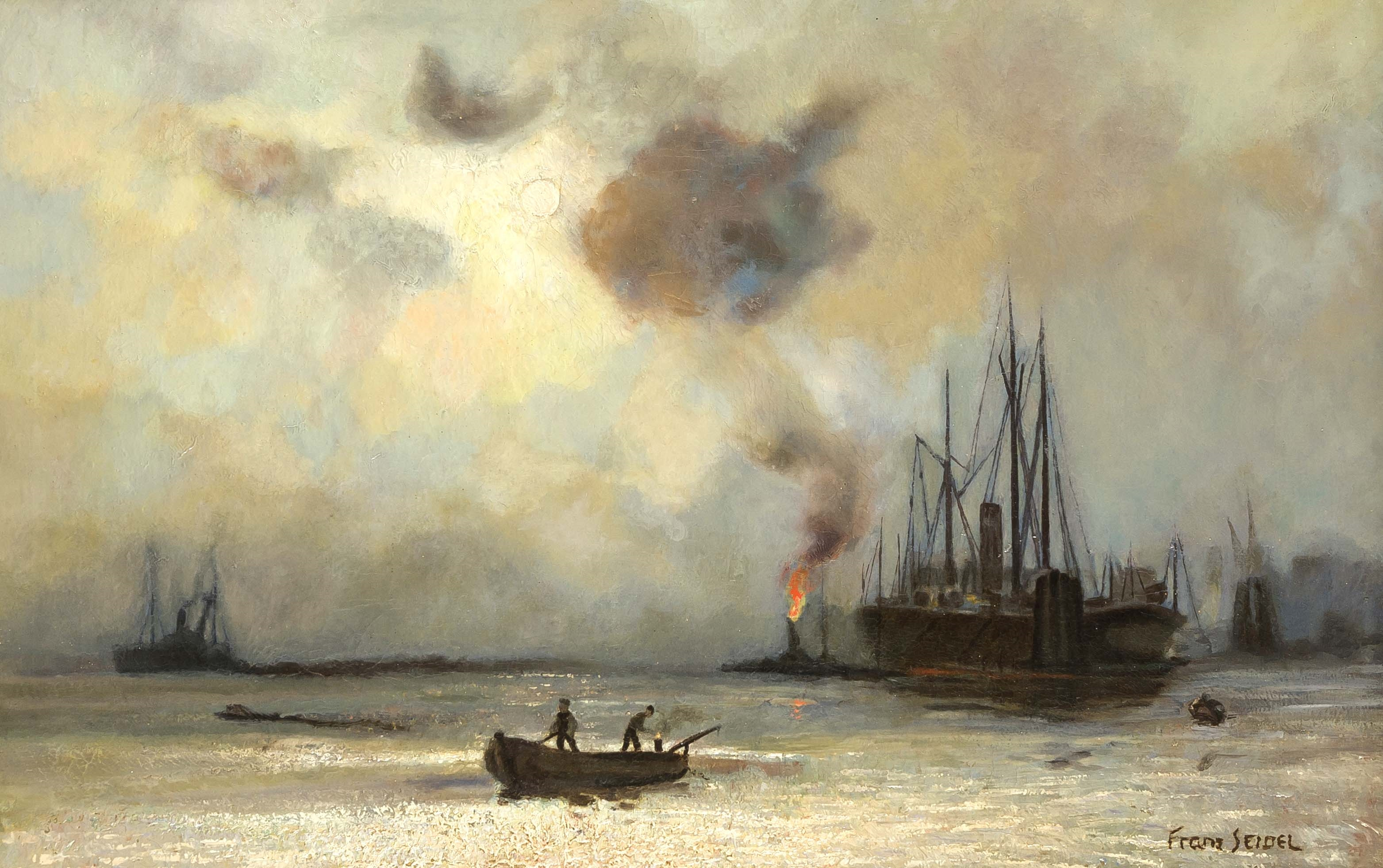
Nächtliche Hafenszene

Franz Seidel (* 1. Mai 1818 in München; † 14. Juni 1903 ebenda) war ein deutscher Landschaftsmaler und ein Bruder des Malers August Seidel (1820–1904).
Seidel studierte nach dem Gymnasialabschluss 1836 am (heutigen) Wilhelmsgymnasium München zuerst Rechtswissenschaften, brach das Studium ab und studierte ab dem 18. Mai 1841 an der Königlichen Akademie der Künste in München sowie privat bei Carl Rottmann. Nach dem Studium war er in München als Landschaftsmaler und Schriftsteller tätig.
1871 besuchte er gemeinsam mit seinem Bruder August Paris. Im Gegensatz zu seinem Bruder August, schuf Franz Seidel nur relativ wenige Gemälde. Um 1875 erkrankte er psychisch, legte seine  Mitgliedschaften in Kunstverein und Künstlergenossenschaft nieder und starb nach langer Geisteskrankheit im Münchner Nikolaispital. In seiner Grabstätte auf dem Münchner Ostfriedhof (Grab 44-2-25) wurde später auch sein Bruder beigesetzt.